# مخزن ککا
مخزن ککا (به لاتین: Koka Reservoir) یک مخزن سد در اتیوپی است که در South central Ethiopia واقع شده‌است.